# اروس پولی
اروس پولی (ایتالیایی: Eros Poli؛ زادهٔ ۶ اوت ۱۹۶۳) دوچرخه‌سوار اهل ایتالیا است.
وی در مسابقات کشوری و بین‌المللی در مجموع برندهٔ ۱ مدال طلا شده‌است.